# Cryptocellus icamiabas
Espèce
Cryptocellus icamiabas est une espèce de ricinules de la famille des Ricinoididae.

## Distribution
Cette espèce est endémique d'Amazonas au Brésil. Elle se rencontre vers Presidente Figueiredo.

## Description
Le mâle holotype mesure 3,9 mm.

## Étymologie
Cette espèce est nommée en l'honneur des Icamiabas.

## Publication originale
- Tourinho & de Azevedo, 2007 : A new Amazonian Cryptocellus Westwood (Arachnida, Ricinulei). Zootaxa, no 1540, p. 55-60.